# Lykisk (sprog)
Lykisk er et uddødt sprog i den indoeuropæsiske sprogfamilie. Sproget blev talt i regionen Lykien i Anatolien og uddøde formodentligt i 1. årh. e.Kr. og blev erstattet af græsk.
Oprindelsen til lykisk er usikker, men kan være udviklet fra hittititsk eller luwisk, eller fra begge sprog. Sproget kendes kun fra få inskriptioner; alfabetet var nært beslægtet med det græske.
Ud fra de få inskriptioner har specialister identificeret to dialekter: standardlykisk og milisk (lykisk B).